# Комедија на три спрата
Комедија на три спрата је српски филм из 2022. године, у режији Сандре Митровић. Премијерно је приказан 25. августа 2022. на 57. Филмским сусретима у Нишу. Биоскопска дистрибуција је кренула од 18. октобра исте године.

## Радња
Филм прати комичне и често сулуде авантуре станара једне, наизглед, обичне стамбене зграде у Београду. У питању је галерија различитих ликова, а ситуација кулминира захваљујући лошим цевима и мистериозним подземним водама Београда до искушења које их, на крају, све затекне неспремнима.

## Улоге
| Глумац                   | Улога                   |
| ------------------------ | ----------------------- |
| Слободан Нинковић        | Миленко                 |
| Јелисавета Саблић        | Живка                   |
| Драган Јовановић         | Миљан                   |
| Весна Тривалић           | Наталија                |
| Павле Менсур             | Ненад                   |
| Вања Ненадић             | Сара                    |
| Наташа Тапушковић        | Марија                  |
| Љубомир Бандовић         | Срле                    |
| Миодраг Радоњић          | Момо                    |
| Мина Пандуровић          | Ана                     |
| Стеван Добрица           | Марко                   |
| Бора Ненић               | Неђа                    |
| Виктор Савић             | Жиле                    |
| Миона Марковић           | Дејана                  |
| Сандра Силађев           | гатара                  |
| Михајло Веруовић         | Оги                     |
| Миљан Давидовић          | уредник                 |
| Лазар Ђукић              | полицајац               |
| Ангела Костић            | уредникова асистенткиња |
| Филип Чукановић          | тв водитељ              |
| Александар Бургермајстер | радник на путу          |
| Стефан Хрњез             | уредников син           |
| Дејан Крсмановић         | тренер пливања          |
| Лара Мирановић           | Кристина                |
| Саша Пантић              | продавац                |
| Катарина Симић           | комшиница               |
| Аљоша Спајић             | саговорник геодет       |
| Миливоје Станимировић    | домар                   |
| Тара Тошевски            | болничарка              |
| Зоја Висковић            | уредникова ћерка        |